# Прото-метал
Прото-метал — музыкальный жанр, который возник в конце 1960-х — начале 1970-х годов. Фактически прото-метал не является каким-то конкретным поджанром рок-музыки, так как его представители могут отличаться в музыкальном плане.

## Характеристики
Для жанра часто характерны элементы психоделического и блюзового влияния, а в текстах затрагиваются темы бунтарства и контркультуры. Некоторые характерные черты прото-метала: использование тяжёлых искажённых электрических гитар, виртуозных басов, быстрых барабанов и мощного вокального стиля с громкими криками.

## История
К группам, которые способствовали зарождению прото-метала, относят, например, Valhalla (появились в Нью-Йорке в 1968 году) и Jerusalem (основаны в 1967 году в английском городке Солсбери), а также Dust, Iron Claw, Blue Cheer. Последние являются одними из самых известных групп прото-метала.

## Представители
• Blue Cheer
• Buffalo
• Captain Beyond
• Dust
• Hard Stuff
• Iron Butterfly
• Iron Claw
• Jerusalem
• Valhalla
• Vanilla Fudge